# Lei
No direito, uma lei (do latim lex, legio, do verbo lego, legere, lectum, verbo "ler") é um documento escrito editado por uma autoridade competente e de acordo com um procedimento específico, e que veicula normas jurídicas. Em seu sentido amplo, esse termo compreende todos os atos normativos contidos no processo legislativo.

## História

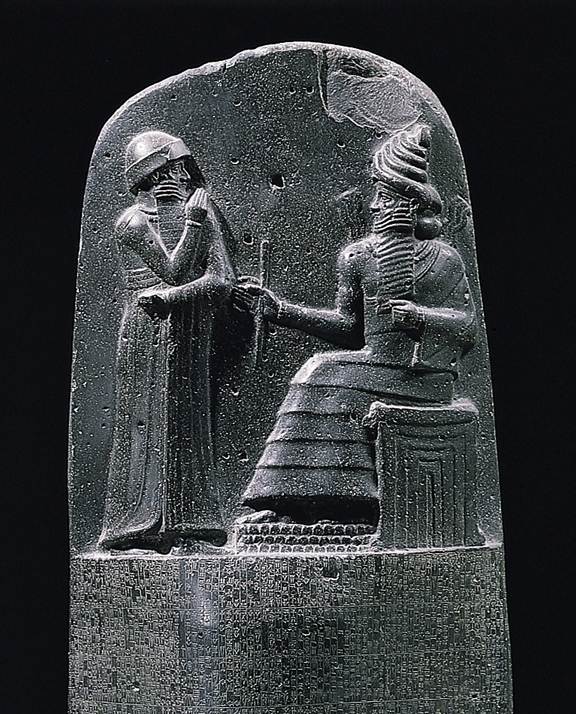
Revelação do código das leis ao Rei Hamurabi pelo deus do sol da Mesopotâmia Shamash, também reverenciado como o deus da justiça.

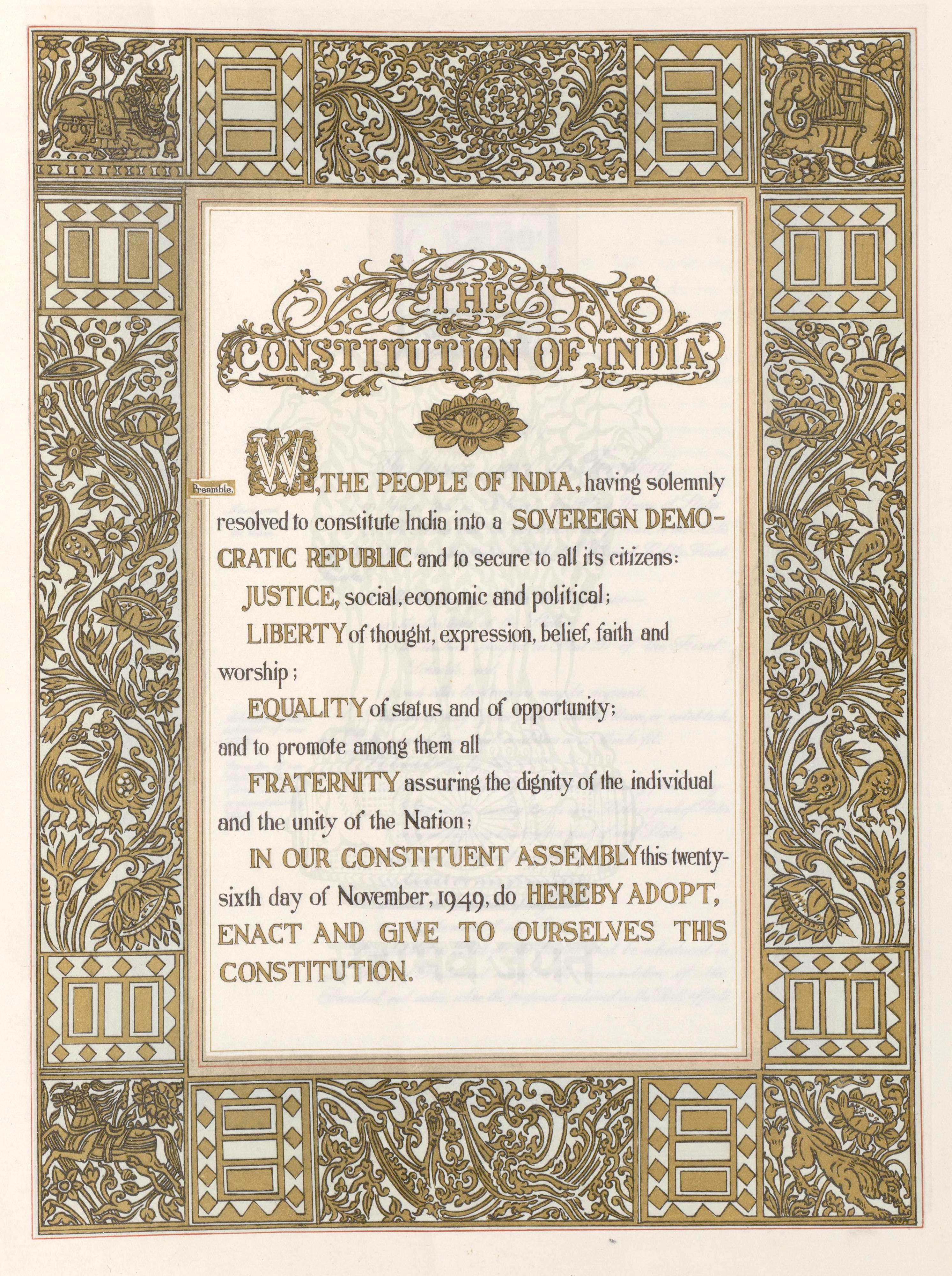
A Constituição da Índia é a mais longa constituição escrita de um país, contendo 444 artigos, 12 cronogramas, numerosas emendas e 117 369 palavras.

A história das leis está intimamente ligada ao desenvolvimento da civilização. A lei do Egito Antigo, datada de 3000 a.C., continha um código civil que provavelmente foi dividido em doze livros. Baseou-se no conceito de Ma'at, caracterizado pela tradição, retórica, igualdade social e imparcialidade. Por volta do século XXII a.C., o regente sumério Ur-Namu havia formulado o primeiro  código da lei, que consistia em declarações casuísticas ("se ... então ..."). Por volta de 1760 a.C., Hamurabi desenvolveu a lei babilônica, codificando-a e inscrevendo-a em pedra. Hamurabi colocou várias cópias de seu código de leis em todo o reino da Babilônia como  estelas, para todo o público ver; isto ficou conhecido como o  Códice Hamurabi. A cópia mais intacta dessas estelas foi descoberta no século XIX por assiriologistas  britânicos e desde então totalmente transliterada e traduzida para várias línguas, incluindo inglês, italiano, alemão e francês.
O Antigo Testamento remonta a 1280 a.C. e assume a forma de imperativos morais como recomendações para uma boa sociedade. A pequena cidade-estado grega  Atenas, de cerca do século VIII a.C., foi a primeira sociedade a ser baseada na ampla inclusão de seus cidadãos, excluindo as mulheres e os  escravos. No entanto, Atenas não tinha ciência legal ou uma palavra única para "lei", confiando em vez disso na distinção de três vias entre a lei divina (thémis), decreto humano (nomos) e costume (díkē). No entanto, as leis gregas antigas continham as principais inovações  constitucionais no desenvolvimento da democracia ateniense.
A lei romana foi fortemente influenciada pela filosofia grega, mas suas regras detalhadas foram desenvolvidas por juristas profissionais e eram altamente sofisticadas. Ao longo dos séculos, entre a ascensão e o declínio do Império Romano, a lei foi adaptada para lidar com as situações sociais em mudança e sofreu grandes codificações sob Teodósio II e Justiniano I. Embora os códigos foram substituídos por costume e jurisprudência durante o início da Idade Média, a lei romana foi redescoberta em torno do século XI, quando estudiosos de direito medievais começaram a pesquisar códigos romanos e adaptar seus conceitos à  lei canônica, dando origem à  jus commune. As máximas legais em latim (chamadas Brocardo) foram compiladas para orientação. Na Inglaterra medieval, os tribunais reais desenvolveram um corpo de precedentes que mais tarde se tornaram a lei comum. Uma Law Merchant (Lei mercante) foi formada em toda a Europa para que os comerciantes pudessem negociar com padrões comuns de prática, em vez de com as muitas facetas fragmentadas das leis locais, esta sendo um precursor do direito comercial moderno, enfatizava a liberdade de contratar e a alienabilidade da propriedade. Assim que o nacionalismo cresceu nos séculos XVIII e XIX, a Law Merchant foi incorporada à lei local dos países sob novos códigos civis. Os Códigos Napoleônicos e Bürgerliches Gesetzbuch (Germânicos) se tornaram os mais influentes. Em contraste com a lei comum inglesa, que consistia em enormes volumes de jurisprudência, os códigos em livros pequenos são fáceis de exportar e fáceis de serem aplicados pelos juízes. No entanto, hoje há sinais de que o direito civil e o direito comum se convergem.